# بيتر أيش
بيتر أيش (بالألمانية: Peter Eich)‏ هو لاعب كرة قدم ألماني في مركز حراسة المرمى، ولد في 18 يونيو 1963 في باد كرويتسناخ في ألمانيا. لعب مع فالدهوف مانهايم ونادي ساربروكن ونادي هامبورغ 08.

## وصلات خارجية
- بيتر أيش على موقع قاعدة بيانات كرة القدم.إي يو (الإنجليزية)
- بيتر أيش على موقع بيانات كرة القدم. دي إي (الألمانية)
- بيتر أيش على موقع عالم كرة القدم.نت (الإنجليزية)